# Чадский маршевый полк
Чадский маршевый полк (фр. Régiment de marche du Tchad) — механизированное формирование (воинская часть, полк) Вооружённых сил Франции (войска марин), входящее в состав 2-й бронетанковой бригады.
С июля 2010 года гарнизоном полка служит Квартье-Дьё в Мейенайме. Полк является правопреемником Чадского полка сенегальских тиральеров, и это право было подтверждено распоряжением от 17 января 1944 года.

## История

### Личный состав
В июле 1943 года на основе Чадского полка сенегальских тиральеров был образован Чадский маршевый полк, приписанный ко 2-й бронетанковой дивизии Свободных французских сил. Однако помимо бойцов из французских колониальных владений, в нём служили уроженцы непосредственно Франции и различные европейские добровольцы.
Значительную часть личного состава составляли испанские добровольцы — это были бойцы Второй Испанской Республики, ветераны гражданской войны в Испании. Самыми известными частями были 3-й испанский батальон под командованием Йозефа Путца, интербригадира, и 9-я бронетанковая рота капитана Раймона Дронна, образованная ещё до формирования полка в Чаде в 1941 году, состоявшая из испанских анархистов и носившая прозвище «La Nueve» (исп. Девятка).

### Служба во Второй мировой войне
2 марта 1941 года после взятия Куфры полк официально принёс клятву полковнику Филиппу Леклерку, который потребовал от бойцов Чадского маршевого полка не прекращать борьбу до полной победы и освобождения Франции:

Клянитесь не складывать оружие, пока наши цвета, наши прекрасные цвета не будут развеваться над Страсбургским собором.
Оригинальный текст (фр.)Jurez de ne déposer les armes que lorsque nos couleurs, nos belles couleurs, flotteront sur la cathédrale de Strasbourg.
Полк исполнил своё обещание, участвуя в боях за освобождение Парижа и Страсбурга. Но до этого, в сентябре 1943 года вся 2-я бронетанковая дивизия была переброшена в Рабат, где получила огромное количество американской бронетехники: 160 танков M4 Sherman, 280 полугусеничных бронеавтомобилей M3 и M8, грузовики Dodge, GMC, Brockway, Diamond и множество «джипов». Полк переводился в Великобританию на разных судах, в том числе и на известном «RMS Franconia». За время пребывания в Великобритании французские войска базировались в городе Кингстон-апон-Халл.
20 августа 1944 года Шарль де Голль получил информацию о том, что в Париже гражданские подняли восстание против немецкого военного командования. Он запросил Верховное командование Западных Союзников отправить французские войска на освобождение столицы. Получив распоряжение выступить со 2-й бронетанковой дивизией, генерал Леклерк приказал 9-й бронетанковой роте выдвинуться в Париж (она сопровождала 501/503-й бронетанковый полк). 24 августа в 21:22 9-я рота прорвалась в центр Парижа через Итальянские ворота. Подойдя к городской ратуше, танк под названием «Эбро» открыл огонь по позициям немецкой артиллерии и пулемётным гнёздам. На улицу выбежали гражданские лица, певшие «Марсельезу», и они были очень сильно удивлены тому, что решающую роль в освобождении сыграли испанцы. Командир роты Раймон Дронн потребовал от коменданта Парижа Дитриха фон Хольтица капитуляцию, которую тот подписал 25 августа в 15:30 по местному времени и сдался в плен. Ещё до капитуляции 9-я рота взяла штурмом Палату депутатов, гостиницу «Majestic» и вышла на Площадь Согласия, потеряв всего один танк.
26 августа союзные войска триумфально вошли в Париж, 2-я бронетанковая дивизия прошла маршем у Нотр-Дам-де-Пари и сопроводила генерала де Голля до Елисейских Полей, а 9-я бронетанковая рота прошла под флагом Второй Испанской Республики. Сам Чадский маршевый полк участвовал в освобождении Страсбурга в ноябре 1944 года. В 1945 году 9-я бронетанковая рота снова проявила себя в боях в Германии и первой достигла гитлеровского дома Кельштайнхаус в Немецких Альпах.

### Послевоенные годы
Чадский маршевый полк участвовал в дальнейших войнах и конфликтах с участием Франции в её бывших колониальных владениях, а также в различных миротворческих миссиях. До 1996 года полк базировался в Монлери. В 2005 году участвовал в операции «Памир XII» в Афганистане в составе сил НАТО, в 2006 году в составе ЮНИФИЛ нёс службу в Ливане. В мае 2008 года участвовал в операциях «Памир XIX» в Афганистане и «Даман VI» в Ливане. 18 августа 2008 части НАТО попали в засаду талибов в долине Узбине, французы потеряли 10 человек убитыми, и 10-м погиб боец Чадского маршевого полка.

## Структура
- Рота командования и логистики (Compagnie de commandement et logistique / CCL)
- Рота разведки и поддержки (Compagnie d'éclairage et d'appui / CEA)
- 1-я механизированная боевая рота (1er Compagnie de combat mécanisées)
- 2-я механизированная боевая рота (2e Compagnie de combat mécanisées)
- 3-я механизированная боевая рота (3e Compagnie de combat mécanisées)
- 4-я механизированная боевая рота (4e Compagnie de combat mécanisées)
- Рота инструкторов (Compagnie de base d'instruction)
- Рота резервистов (Compagnie de réservistes)
- Рота резервистов  (Compagnie de réservistes)

## Известные военнослужащие
- Анри Бентежа[фр.], командир 3-го эскадрона; генерал армии.
- Жан Вурш[фр.], адъютант; кавалер Ордена Освобождения.

## Награды
- Чадский маршевый полк награждён французским орденом Освобождения 12 июня 1945[9], Французским Военным крестом 1939—1945 годов, Благодарностью подразделению от Президента США (присуждена непосредственно всей 2-й бронетанковой дивизии) и французским Крестом Воинской доблести.

## Традиции
- В ночь с 31 августа на 1 сентября отмечается день полка, приуроченный к битве при Базее[англ.].
- Покровителем полка считается непосредственно Господь, поэтому на всех церемониях с участием полка звучит фраза «И во имя Господне, слава колонистам!». Фразой этой благословлял колониальные войска преподобный Шарль де Фуко.
- На знамени полка изображены все битвы Второй мировой, в которых участвовал как сам Чадский маршевый полк, так и его предшественник — Чадский полк сенегальских тиральеров.
- Бойцы Чадского маршевого полка носят аксельбанты-фуражеры цветов лент французской Воинской медали (жёлтый) и Креста Освобождения (зелёный) с оливковыми оттенками, соответствующими Военному кресту 1939—1945 годов.